# Nikolaj Petrovitj Ivanov
Nikolaj Petrovitj Ivanov, född den 20 augusti 1949 i Sankt Petersburg, död 8 juni 2012 i Sankt Petersburg, var en sovjetisk roddare.
Han tog OS-guld i fyra utan styrman i samband med de olympiska roddtävlingarna 1976 i Montréal.